# Vladimir Rodimusjkin
Vladimir Aleksandrovitj Rodimusjkin (på russisk: Владимир Александрович Родимушкин) (født 22. december 1921 i Moskva, død 15. januar 1986) var en russisk roer og tredobbelt europamester.

## Rokarriere
Rodimusjkin roede for Krylya Sovetov i Moskva og var en del af denne klubs otter, der dominerede sovjetisk og europæisk roning i midten af 1950'erne. Sovjetunionen sendte denne båd til OL 1952 i Helsinki; den øvrige besætning bestod af Jevgenij Brago, Jevgenij Samsonov, Aleksej Komarov, Slava Amiragov, Igor Borisov, Leonid Gissen, Vladimir Krjukov og styrmand Igor Poljakov. Den sovjetiske båd vandt først sit indledende heat og blev derpå nummer to i semifinalen, hvilket gav et ekstra løb i form af et opsamlingsheat, som Sovjetunionen vandt sikkert. I finalen holdt den sovjetiske båd nogenlunde trit med den amerikanske i begyndelsen, men efterhånden blev det klart, at de forsvarende olympiske mestre fra USA ikke kunne hentes og sikrede sig guldet mere end fem sekunder foran den sovjetiske, der fik sølv, mens Australien fik bronze.
Rudimusjkin vandt også tre EM-guldmedaljer med den sovjetiske otter, i henholdsvis 1953, 1954 og 1955.

## OL-medaljer
- 1952:  Sølv i otter